# Hyalomantis
Hyalomantis – rodzaj modliszek z rodziny Nanomantidae. Obejmuje cztery opisane gatunki, będące endemitami Madagaskaru.

## Morfologia
Modliszki o ciele długości od 15 do 30 mm, grzbietobrzusznie spłaszczonym. W ubarwieniu dominuje jasna zieleń. Głowa ma duże, wyłupiaste oczy złożone oraz położone pośrodkowo na niewielkiej wyniosłości przyoczka, u samców duże, zaś u samic nieco zmniejszone. Ciemię jest pośrodku proste lub lekko wklęsłe, zaś po bokach wypukłe. Płaskie i silnie poprzeczne czoło ma wklęśniętą krawędź dolną, a krawędzią górną sięga między nasady czułków. Nadustek ma wypukły brzeg górny i nierównoległe brzegi boczne. Czułki są jasno ubarwione, nitkowate, u samic bardzo cienkie. Głaszczki również są jasne, co najwyżej na szczycie przyciemnione.
Przedplecze nie jest dłuższe od przednich bioder. Grzbiety jego prozony i metazony oddzielone są wyraźnym kilem. Chwytne odnóża przedniej pary mają wysmuklone biodra o gładkich krawędziach, uda zaopatrzone w 3 kolce dyskoidalne, 4 zewnętrzne i 12 lub 13 wewnętrznych, a golenie wyposażone w od 11 do 15 kolców zewnętrznych i od 10 do 13 wewnętrznych. Pierwszy człon stóp jest znacznie dłuższy niż pozostałe razem wzięte w przypadku przedniej pary, mniej więcej tak długi jak pozostałe razem wzięte w przypadku środkowej pary oraz dłuższy niż pozostałe razem wzięte w przypadku tylnej pary. Skrzydła są dobrze rozwinięte u obu płci. Przednia ich para, jasnozielona u samów i opalizująca u samic, ma słabo widoczną pterostygmę oraz żyłkę subkostalną najbliższą radialnej w nasadowej połowie długości. Tylna para jest przezroczysta z opalizującym polem kostalnym.
Odwłok samców jest cienki, samic zaś rozszerzony. Zarys płytki nadodbytowej jest tak szeroki jak długi, trójkątny z zaokrąglonym szczytem. Przysadki odwłokowe są wydłużone i koliste w przekroju. Płytka subgenitalna samców ma dość długie wyrostki rylcowe. W słabo zesklerotyzowanych genitaliach samców hipofallus ma niewielkie płatki, a titillator i pseudopenis (wyrostek lewego nadprącia) cechują się zaokrąglonymi wierzchołkami. Pokładełko samic nie jest nakryte przez płytkę nadodbytową.

## Taksonomia i występowanie
Takson ten wprowadzony został w 1915 roku przez Ermanno Giglio-Tosa. W 2011 roku Gavin J. Svenson i Roger Roy dokonali jego rewizji. Zalicza się doń cztery opisane gatunki:
- Hyalomantis antsingica Svenson & Roy, 2011
- Hyalomantis madagascariensis Saussure, 1870
- Hyalomantis murzini Svenson & Roy, 2011
- Hyalomantis whitingi Svenson & Roy, 2011

Wszystkie gatunki są endemitami Madagaskaru. Najszerzej rozprzestrzeniony jest H. madagascariensis, spotykany zarówno w wilgotnych jak i suchych siedliskach. H. whitingi rozmieszczony jest wzdłuż wschodniego wybrzeża wyspy, gdzie występuje w wilgotnych lasach równikowych. H. antsingica zamieszkuje suche lasy liściaste na północnym skraju wyspy. H. murzini znany jest wyłącznie z pojedynczego stanowiska w Parku Narodowym Andringitra.